# ミッキーの大演奏会
『ミッキーの大演奏会』（ミッキーのだいえんそうかい、原題：The Band Concert）は、ウォルト・ディズニー・プロダクション（現：ウォルト・ディズニー・カンパニー）が制作したアニメーション短編映画作品。
ミッキーマウスの短編映画シリーズのひとつであり、同シリーズ最初のテクニカラー作品である。このことはミッキーマウス・レビューでも紹介された。

## あらすじ
ミッキーと仲間たちが集まり屋外コンサートが催された。観客たちの大声援のもと、演目「ウィリアム・テル序曲」の演奏が始まった。しばらくは優雅に演奏が行われていたが、舞台に甲高い妙な声が響き、アイスクリーム売りのドナルドがやってきた。
ドナルドは懐から笛を取り出し勝手に舞台に上がりこんで、ギャロップ調の行進曲（第4部）から繋げる形で『オクラホマミキサー』を演奏し始め、ミッキーの演奏仲間達はそれに釣られて気付かず演奏してしまい、コンサートは滅茶苦茶になってしまう。怒った指揮者のミッキーは演奏中にもかかわらず、ドナルドのもとに歩み寄り、ドナルドの笛をへし折るが、全く悪びれないドナルドは何度も手品で新しい笛を取り出し、舞台に居座ろうとする。ミッキーの演奏仲間達がオクラホマミキサーをそのまま演奏し続けた事でミッキーは慌てて指揮台に戻り、指揮棒で譜面台を何度も叩き本来の演奏に戻る。
それでもドナルドは手品で新しい笛を取り出しオクラホマミキサーを演奏しようとしたが、直後にトロンボーンを演奏するギデオン・ゴートによって舞台から追い出される。ドナルドはギデオンに対抗して舞台の外から笛で演奏するが、舞台に急に飛んで来た蜂と喧嘩し、その蜂がミッキーの頭に止まって馬鹿にされたことに怒って蜂に目掛けてアイスクリームを投げる。蜂は間一髪の所で逃げ出しアイスクリームはミッキーの頭を掠め、ミッキーは怒ってドナルドの方に向き、ミッキーの頭を掠めたアイスクリームはパディー・ピッグのトランペットにぶつかり、怒ったパディーはラッパに付いたアイスクリームを飛んで来た方へ吹き返す。そのアイスクリームが誤ってミッキーの頭に当たり背中の中に入ってしまい、ミッキーは肩を揺らしたり、尻を振ったりする。ミッキーの演奏仲間達はミッキーのその動きを演奏の指示と誤解して変な演奏をしてしまい、何とかアイスクリームを出したミッキーは慌てて指揮棒で譜面台を何度も叩いて本来の演奏に戻る。
そして、演奏が第2部「嵐」に差しかかった頃、今度は竜巻が発生して演奏はさらに滅茶苦茶になってしまい、ドナルドと観客も逃げ出す始末で遂にはミッキー達も竜巻に巻き込まれてしまったが、それでも最後まで演奏を続け、フィナーレを締めくくる。
ところが、気付いた際には観客はドナルドだけで、それを茶化すドナルドは、またしても笛を取り出して独奏を始めた。それに怒ったミッキー達からは顰蹙を買うものの、ドナルドは全く気にせず笛で独奏を続けるのであった。

## オリジナルキャラクター
パディー・ピッグ（Paddy Pig）
トランペット奏者の肥満体の雄ブタ。
ピーター・ピッグ（Peter Pig）
チューバ奏者の雄の子ブタ。
ギデオン・ゴート（Gideon Goat）
トロンボーン奏者の雄ヤギ。

## キャスト
| キャラクター   | 原語版               | ポニー・バンダイ版 |
| -------------- | -------------------- | ------------------ |
| ミッキーマウス | -                    | 後藤真寿美         |
| ドナルドダック | クラレンス・ナッシュ | 関時男             |
| ナレーター     | -                    | 土井美加           |

## スタッフ
| 製作                   | ウォルト・ディズニー、ジョセフ・M・シェンク      |
| 音楽                   | リー・ハーライン                                 |
| 作画監督               | クライド・ジェロニミ、ジャック・キニー           |
| レイアウト             | ヒュー・ヘネシー                                 |
| ミッキーマウス担当原画 | レス・クラーク                                   |
| 原画                   | ジョニー・キャノン、ヴォルフガング・ライザーマン |
| 監督                   | ウィルフレッド・ジャクソン                       |
| 制作                   | ウォルト・ディズニー・プロダクション             |
| 配給                   | ユナイテッド・アーティスツ                       |

## 映像ソフト化
- （日本語、英語）『ディズニー・アニメ ゴールド・シリーズ ミッキーマウス』（VHS、ポニー・バンダイ、1984年発売〈北米〉、1986年発売〈日本〉）
- （日本語、英語）『夢と魔法の宝石箱 ミッキーのマジカルワールド』（VHS、バンダイ、1988年10月7日発売）
- （日本語、英語）『Walt Disney Mini Classics ミッキーのマジカルワールド』（VHS、ブエナ・ビスタ・ホーム・エンターテイメント、1991年3月15日発売）
- （日本語、英語）『ミッキー ザ・グレーテストヒッツ』（VHS、ブエナ・ビスタ・ホーム・エンターテイメント、1996年12月20日発売）
- （日本語、英語）『ミッキーマウス カラーエピソード Vol.1 限定保存版』（DVD、ブエナ・ビスタ・ホーム・エンターテイメント、2001年12月4日〈北米〉、2004年6月18日〈日本〉）
- （日本語、英語）『セレブレーション！ミッキーマウス』（DVD、ウォルト・ディズニー・ジャパン、2018年10月23日〈北米〉、2018年11月21日〈日本〉）